# Bruno Gröning
Bruno Gröning, tudi Groening (roj. Grönkowski), nemški zdravilec, * 30. maj 1906, Gdansk, † 26. januar 1959, Pariz.
V mladosti je opravljal različne nekvalificirane poklice, med drugo svetovno vojno pa je bil vpoklican v Wehrmacht. Malo pred koncem vojne je padel v rusko ujetništvo, iz katerega je bil izpuščen nekaj mesecev kasneje, nakar je odšel s takratno ženo v Dillenburg. V naslednjih letih so okrog njega nastale govorice, da ima posebno moč zdravljenja. Zanje je slišal inženir Helmut Hülsmann in ga marca 1949 povabil na svoj dom v Herford v upanju, da bo njegovega sina ozdravil mišične distrofije. Dosegel naj bi začasno izboljšanje, kar je podžgalo govorice o čudežnem ozdravljenju in do junija 1949 je na dom družine Hülsmann prišlo iskat pomoč tudi po 5000 ljudi na dan.
Oblasti dežele Severno Porenje - Vestfalija so mu takrat prepovedale nelicencirano dejavnost, zato je pričel potovati po Nemčiji. Nekaj mesecev kasneje, ko se je ustavil v Rosenheimu na Bavarskem, je njegova publika narasla že na več deset tisoč ljudi dnevno. V naslednjih letih je predaval v različnih krajih o svoji sposobnosti, ki naj bi izvirala iz božje sile, ki deluje skozi njega. Imenoval jo je Heilstrom. Kmalu si je domislil, da lahko te zdravilne moči posreduje tudi skozi nežive predmete in je pričel izdelovati kroglice iz folije v cigaretnih škatlicah z »nosilcem« - pramenom svojih las, odščipnjenim nohtom ali telesno tekočino. V 1950. letih je znova prišel v spor z oblastmi, saj ni imel licence za zdravilsko dejavnost in je bil večkrat obravnavan pred sodišči. Glavni proces proti njemu se je pričel leta 1955. Med drugim je bil obtožen povzročitve smrti iz malomarnosti, kar se je nanašalo na dogodek iz leta 1950, ko naj bi sedemnajstletna Ruth Kuhfuß zaradi njega opustila zdravljenje tuberkuloze in umrla konec tistega leta. Obsojen je bil na denarno kazen, na kar se je tožilstvo pritožilo in doseglo strožjo kazen, na to pa še obramba. Gröning ni dočakal končne razsodbe, saj v začetku leta 1959 v Parizu umrl za rakom. Njegov grob v Dillenburgu je še danes zbirališče njegovih privržencev.
Po njegovi smrti je nastalo več organizacij privržencev, ki ohranjajo spomin nanj ter trdijo, da jim lahko posreduje zdravilne moči tudi iz onstranstva. Danes je največja med njimi Krog prijateljev Bruna Gröninga (nemško Bruno Gröning-Freundeskreis), ki ga je leta 1979 ustanovila Grete Häusler in ima po lastnih trditvah 60.000 članov v 80 državah. Kritiki obravnavajo organizacijo kot kult ali sekto in opozarjajo, da lahko ljudje resno ogrozijo svoje življenje če v veri v čudežno ozdravitev opustijo medicinsko zdravljenje.